# Era Kalen
Era Kalen ist ein osttimoresisches Dorf im Suco Fahiria (Verwaltungsamt Aileu, Gemeinde Aileu).

## Geographie und Einrichtungen
Era Kalen liegt in der Aldeia Fahiria, zwischen den Dörfern Sidole (Aldeia Sidole) im Norden und Eracolbere (Aldeia Sarin) im Süden. Im Süden begrenzt ein kleiner Wasserlauf Era Kalen, der westlich in den Mumdonihun mündet, einen Nebenfluss des Nördlichen Laclós. Nordöstlich von Era Kalen liegt der kleine See Leboluli. In Richtung Südosten steigt das Land auf eine Meereshöhe von über 1000 m an.
In Era Kalen befindet sich der Sitz des Sucos Fahiria.